# Ķemeri (stacja kolejowa)
Ķemeri (ros. Кемери) – stacja kolejowa w miejscowości Jurmała (w dzielnicy Ķemeri), na Łotwie. Położona jest na linii Ryga (Torņakalns) - Tukums.